# Anna Kiełbasińska
Anna Kiełbasińska (Varsovia, 26 de junio de 1990) es una deportista polaca que compite en atletismo.
En los Juegos Europeos de Cracovia 2023 consiguió una medalla de plata en la prueba de 4 × 400 m mixto.
Ganó tres medallas en el Campeonato Europeo de Atletismo de 2022 y tres medallas en el Campeonato Europeo de Atletismo en Pista Cubierta, en los años 2019 y 2023.

## Palmarés internacional
| Juegos Europeos                      | Juegos Europeos       | Juegos Europeos   | Juegos Europeos |
| Año                                  | Lugar                 | Medalla           | Prueba          |
| ------------------------------------ | --------------------- | ----------------- | --------------- |
| 2023                                 | Chorzów (Polonia)     | Medalla de plata  | 4 × 400 m mixto |
| Campeonato Europeo                   |                       |                   |                 |
| Año                                  | Lugar                 | Medalla           | Prueba          |
| 2022                                 | Múnich (Alemania)     | Medalla de plata  | 4 × 100 m       |
| 2022                                 | Múnich (Alemania)     | Medalla de plata  | 4 × 400 m       |
| 2022                                 | Múnich (Alemania)     | Medalla de bronce | 400 m           |
| Campeonato Europeo en Pista Cubierta |                       |                   |                 |
| Año                                  | Lugar                 | Medalla           | Prueba          |
| 2019                                 | Glasgow (Reino Unido) | Medalla de oro    | 4 × 400 m       |
| 2023                                 | Estambul (Turquía)    | Medalla de bronce | 400 m           |
| 2023                                 | Estambul (Turquía)    | Medalla de bronce | 4 × 400 m       |